# Tughtekin
Tughtekin Saif el-Islam Daher ed-Din (en arabe : ظاهر الدين طغتكين, en turc : Tuğtekin, francisé en Dodequin par Guillaume de Tyr) est un atabeg de Damas de 1104 à 1128. Il a d’abord été lieutenant de Tutuş, puis de Duqâq de Damas et est le fondateur de la dynastie des Bourides. À l'exception d'une brève période en 1115, il a été un farouche adversaire des Francs.

## Biographie
C’est un lieutenant de Tutuş, sultan de Syrie, qui meurt en 1095. Tughtekin prend ensuite parti pour Duqâq, le fils cadet de Tutuş qui est reconnu émir de Damas. Entre Duqâq et son frère aîné Ridwan, émir d’Alep, la haine s’installe et conduit à de nombreuses guerres fratricides. D’autres litiges se manifestent en Syrie. Ainsi, le qâdî de Jabala, se révolte contre Fakhr al-Mulk ibn-Ammar, qâdî de Tripoli, lequel fait appel à Duqâq qui envoie Tughtekin, mais ce dernier ne parvient pas à prendre la ville,.
C’est dans cette Syrie soumise à l’anarchie qu’une armée croisée pénètre et met le siège devant Antioche, le 21 octobre 1097. Yaghî Siyân, l’émir d’Antioche, brouillé avec Ridwan son suzerain, demande l’aide de Duqâq qui se décide à prendre la tête d’une armée avec Tughtekin et à marcher sur Antioche. À al-Barâ, ils rencontrent un important détachement mené par Bohémond de Tarente et Robert Courteheuse qui cherchent à ravitailler l’armée croisée. La bataille livrée le 31 décembre 1097 cause d’importantes pertes pour l’armée damascène qui bat en retraite,. Yaghi Siyan fait ensuite appel à Ridwan, puis au sultan seldjoukide Barkiyârûk, qui charge Kerbogha, émir de Mossoul d’organiser une armée de secours. Duqâq et Tughtekin et leur troupes rejoignent cette armée au début du mois de juin, mais les ambitions de Kerbogha et la méfiance des émirs syriens divisent cette armée, qui est battue le 28 juin 1098.
Après avoir séjourné plusieurs mois à Antioche, les croisés partent vers Jérusalem. Inquiet de leur avance, le cadi de Jabala vend sa ville à Duqâq qui installe Buri Taj el-Moluk, le fils de Tughtekin à la tête de la ville. Mais ce dernier tyrannise les habitants qui se révoltent et font appel au cadi de Tripoli et chassent Buri (juin-août 1101). En 1103, Janâh al-Dawla, émir d’Homs, est assassiné par Ridwan et les habitants de la ville font appel à Duqâq qui envoie Tughtekin prendre possession de la ville,.
Duqâq meurt en juin 1104 et Tughtékin proclame émir le plus jeune fils, Tutuş II, afin de se réserver une longue régence, se proclame atabeg et épouse la mère de Duqâq, veuve de Tutuş Ier, pour légitimer sa position. Puis il se ravise et place Baktasch, le jeune frère de Duqâq, sur le trône. Il replace ensuite Tutuş II sur le trône et évince ensuite Baktasch et ce dernier se réfugie à Ba’albek, puis à Rahéba. Soutenu par Aîtekîn, sahib de Bosrâ, Baktasch tente de reprendre le trône, mais Tughtekin lui ferme les portes de la ville et il se réfugie à la cour du roi Baudouin Ier de Jérusalem, qui lui promet son soutien, mais ne peut le faire car le royaume se trouve en proie aux invasions conjuguées des Fatimides d’Egypte et de Tughtekîn.
Vers 1106, il harcèle les Francs qui assiègent Tripoli, permettant de desserrer l’étau qui entoure la ville, mais n’empêche pas la prise de la ville. Après la prise de la ville Tughtekîn accueille Fakhr al-Mulk et lui donne un fief,.
Il continue les coups de main en Syrie. Il tend une embuscade en Galilée et capture Gervais de Bazoches, seigneur de Tibériade, vers le 11 mai 1108. Toghtekin propose la liberté à Gervais en échange des villes de Tibériade, d’Acre et de Caïffa, mais Gervais refuse et est exécuté. En avril 1110, il assiège et prend Ba’albek  où il nomme gouverneur son fils Buri. À la fin de novembre 1111, la ville de Tyr, assiégée par Baudouin Ier se place sous la protection de Tughtekin qui intervient, aidé par les Fatimides, et oblige les Francs à lever le siège le 10 avril 1112,. Mais il refuse de s’associer à la contre-croisade de Mawdûd ibn Altûntâsh, émir de Mossoul, craignant ensuite que ce dernier n’en profite pour dominer la Syrie,.
Par contre il s’allie à ce dernier en 1113, à la suite de razzias organisés par Baudouin Ier et Tancrède de Hauteville. L’armée assiège Tibériade, mais ne peut prendre la ville et doit battre retraite à Damas devant l’arrivée de renforts croisés. Mawdûd séjourne ensuite à Damas, où il est assassiné en pleine mosquée par deux Nizârites, le 2 octobre 1113. L’opinion publique accuse Toghtekin d’être l’instigateur du crime,,. En 1114, il se rapproche du nouvel émir Alp Arslan d'Alep et conclut une alliance contre les Francs, mais ce dernier est peu après assassiné.
En 1115, c'est Aq Sonqor Bursuqî qui est envoyé par le grand seldjoukide pour combattre les Francs, mais Tughtekin, redoutant une fois de plus qu'il n'en profite pour dominer la Syrie, préfère s'allier au royaume de Jérusalem contre Bursuqi, à l'instar de nombreux autres émirs syriens,,. Mais en 1116, jugeant les Francs trop fort, Tughtekin se rend à Bagdag obtenir le pardon du sultan et joue les deux forces l'une contre l'autre pour maintenir son indépendance.
Allié à Il Ghazi, atabeg d'Alep, il attaque et assiège Athâreb, dans la principauté d'Antioche, mais ils sont vaincus à Danith le 14 août 1119. En juin 1120, il part secourir Il Ghazi qui se trouve gravement menacé par les Francs, toujours à Danith. En 1122, les Fatimides d'Égypte, ne pouvant plus défendre la ville de Tyr, la cèdent à Tughtekin qui y installe une garnison, mais qui ne parvient pas à empêcher la prise de la ville par les Francs le 7 juillet 1124.
En 1125, Bursuqi, émir de Mossoul et maintenant d'Alep, revient à la tête d'une autre armée que Tughtekin rejoint, mais la coalition musulmane est écrasée à Azâz le 13 juin. Le 25 janvier 1126, il repousse une invasion du roi Baudouin II de Jérusalem. À la fin de l'année, il envahit avec Bursuki la principauté d'Antioche, mais sans succès. Malade, il meurt le 12 février 1128,.

### Sources
- René Grousset, Histoire des croisades et du royaume franc de Jérusalem - I. 1095-1130 L'anarchie musulmane, Paris, Perrin, 1934 (réimpr. 2006), 883 p.
- Amin Maalouf, Les Croisades vues par les Arabes, J’ai lu, 1983 (ISBN 978-2-290-11916-7)
- Steven Runciman, Histoire des Croisades, 1951 [détail de l’édition] (publi. 2006), édition Tallandier,  (ISBN 2-84734-272-9)